# Syreeta
Syreeta Wright, auch Syreeta Wright Muhammad (* 3. August 1946 in Pittsburgh, Pennsylvania; † 5. Juli 2004 in Los Angeles, Kalifornien) war eine US-amerikanische Soul-Sängerin und Songwriterin, die vor allem durch ihre Platten für die legendäre Plattenfirma Motown bekannt wurde. Hier stand sie 15 Jahre unter Vertrag und veröffentlichte mehrere Studio-Alben.

## Karriere
Syreetas erste, erfolglose Single für das Motown-Sublabel Gordy erschien 1967: I Can’t Give Back the Love I Feel for You. Zu diesem Zeitpunkt nannte sie sich Rita Wright. Bis 1970 entstanden etliche weitere Aufnahmen, die allerdings nicht veröffentlicht wurden und für mehrere Jahrzehnte im Archiv verblieben. Erst 2016 wurde eine Kompilation mit dem Titel The Rita Wright Years (Rare Motown 1967-1970) veröffentlicht, die 18 unveröffentlichte Aufnahmen aus jenen Jahren enthält. Indes sollte I Can’t Give Back the Love I Feel for You als Instrumentalinterpretation der Jeff Beck Group auf dem gleichnamigen Album der Band um Jeff Beck aus dem Jahr 1972 größere Aufmerksamkeit erhalten und zu einem Klassiker des Gitarristen werden. Auch gesungene Varianten wie die von Diana Ross (1970) oder auch Dusty Springfield waren durchaus erfolgreich.
Laut der Autobiografie Supreme Faith: Someday We’ll Be Together von Mary Wilson, von 1959 bis 1977 Mitglied der Supremes, wollte Motown-Chef Berry Gordy Syreeta 1970 als Nachfolgerin von Diana Ross in der Girlgroup einsetzen, nachdem diese eine Solokarriere anstrebte. Zu diesem Zeitpunkt liefen allerdings schon monatelange Proben mit Jean Terrell, die eigentlich als Nachfolgerin vorgesehen war. Wilson weigerte sich, eine andere Sängerin zu akzeptieren, sodass Gordy schließlich nachgab und Syreeta weiter ihre Solokarriere verfolgen konnte.
Von 1970 bis 1972 war die Sängerin mit Stevie Wonder verheiratet, der auch ihre ersten beiden Alben produzierte und zahlreiche Songs mit ihr schrieb (Signed, Sealed, Delivered I’m Yours, 1970; Never Dreamed You’d Leave in Summer, 1971; Come Back As A Flower, 1979). Auch Syreetas erster Top-20-Hit in Großbritannien, Your Kiss Is Sweet (1975), wurde von beiden geschrieben.
Syreetas größter Hit With You I’m Born Again, ein Duett mit Billy Preston, war 1979 Platz zwei in Großbritannien und Platz vier in den USA. Insgesamt nahm sie sechs Solo-Alben für das legendäre Motown-Label auf sowie weitere mit Duetten (mit Preston und G.C. Cameron). Nach ihrem letzten Album für Motown im Jahre 1983, eine Produktion von Jermaine Jackson, wurde es ruhiger um Syreeta. Sie nahm kaum noch eigene Platten auf, arbeitete aber weiter als Backgroundsängerin. So ist sie zum Beispiel auf Quincy Jones’ Album Back on the Block zu hören. Außerdem entstanden unter anderem zwei interessante Duette: 1987 mit Smokey Robinson, Love Brought Us Here Tonight, für sein Album One Heartbeat sowie 1992 mit Jermaine Jackson, Stay with Love für den Soundtrack der Mini-Serie The Jacksons – An American Dream.
Später zog sich Syreeta ins Privatleben zurück und kümmerte sich nur noch selten um ihre verblassende Musik-Karriere. 2004 starb sie mit 57 Jahren nach zweijähriger Krebserkrankung. Sie hinterließ vier Kinder.
Ihre Schwester Yvonne Lowrene Wright (1951–2016) war ebenfalls Songschreiberin und arbeitete auch mit Stevie Wonder zusammen.

## Diskografie

### Alben
| Jahr | Titel Musiklabel                      | Höchstplatzierung, Gesamtwochen, AuszeichnungChartsChartplatzierungen (Jahr, Titel, Musiklabel, Platzierungen, Wochen, Auszeichnungen, Anmerkungen) | Anmerkungen       |
| Jahr | Titel Musiklabel                      | US | Anmerkungen       |
| ---- | ------------------------------------- | --- | ----------------- |
| 1972 | Syreeta Motown                        | US185 (8 Wo.)US |                   |
| 1974 | Stevie Wonder Presents Syreeta Motown | US116 (17 Wo.)US |                   |
| 1980 | Syreeta Motown                        | US73 (15 Wo.)US |                   |
| 1981 | Billy Preston & Syreeta Motown        | US127 (9 Wo.)US | mit Billy Preston |
| 1981 | Set My Love in Motion Motown          | US189 (3 Wo.)US |                   |

Weitere Alben
- 1977: One To One (Motown)
- 1977: Rich Love, Poor Love (Motown, mit G.C. Cameron)
- 1979: Fast Break (Motown, mit Billy Preston)
- 1983: The Spell (Motown)
- 1990: With You I’m Born Again (Nightmare)

### Kompilationen
- 2001: The Essential (Spectrum)
- 2016: The Rita Wright Years (Rare Motown 1967–1970) (Kent Soul)

### Singles
| Jahr | Titel Album                                          | Höchstplatzierung, Gesamtwochen, AuszeichnungChartplatzierungen (Jahr, Titel, Album, Platzierungen, Wochen, Auszeichnungen, Anmerkungen) | Höchstplatzierung, Gesamtwochen, AuszeichnungChartplatzierungen (Jahr, Titel, Album, Platzierungen, Wochen, Auszeichnungen, Anmerkungen) | Höchstplatzierung, Gesamtwochen, AuszeichnungChartplatzierungen (Jahr, Titel, Album, Platzierungen, Wochen, Auszeichnungen, Anmerkungen) | Anmerkungen       |
| Jahr | Titel Album                                          | UK | US | R&B | Anmerkungen       |
| ---- | ---------------------------------------------------- | --- | --- | --- | ----------------- |
| 1974 | Spinnin’ and Spinnin’ Stevie Wonder Presents Syreeta | UK49 (3 Wo.)UK | — | — |                   |
| 1975 | Your Kiss Is Sweet Stevie Wonder Presents Syreeta    | UK12 (8 Wo.)UK | — | — |                   |
| 1975 | Harmour Love One To One                              | UK32 (4 Wo.)UK | — | R&B75 (9 Wo.)R&B |                   |
| 1979 | With You I’m Born Again Late at Night                | UK2 Silber · (11 Wo.)UK | US4 (29 Wo.)US | R&B86 (3 Wo.)R&B | mit Billy Preston |
| 1980 | One More Time For Love Syreeta                       | — | US52 (10 Wo.)US | R&B72 (7 Wo.)R&B | mit Billy Preston |
| 1980 | It Will Come in Time Late at Night                   | UK47 (4 Wo.)UK | — | — | mit Billy Preston |
| 1981 | Quick Slick Set My Love in Motion                    | — | — | R&B41 (14 Wo.)R&B |                   |

Weitere Singles
- 1968: I Can’t Give Back the Love I Feel for You
- 1972: To Know You Is to Love You
- 1972: I Love Every Little Thing About You
- 1974: Come and Get This Stuff
- 1974: I’m Goin’ Left
- 1977: Let’s Make a Deal (mit G. C. Cameron)
- 1979: Go For It (mit Billy Preston)
- 1981: You Set My Love in Motion
- 1981: Can’t Shake Your Love